# Magalhães Barata (Pará)
Magalhães Barata é um município brasileiro do estado do Pará. Localiza-se a uma latitude 00º47'38" sul e a uma longitude 47º35'55" oeste, estando a uma altitude de 50 metros. Sua população estimada em 2016 era de 8.298 habitantes. Possui uma área de 328,1559 km².

## História
As terras do atual Município de Magalhães Barata, situado na zona fisiográfica do Salgado, pertenceram em tempos passados, ao Município de Marapanim. Quanto aos seus fundamentos históricos, são desconhecidos. Sabe-se porém, que em 1936, já figurava como distrito judiciário daquele município, com o nome de Cuinarana.
Entretanto, essa situação perdurou até 1938, quando, perdendo o predicado anterior, passou a integrar a zona do distrito-sede de Marapanim, donde foi restaurado no mesmo ano.
Em 1961, Cuinarana foi elevada à categoria de município com a denominação de Magalhães Barata, em homenagem ao líder político paraense, do período republicano, Joaquim de Magalhães Cardoso Barata.

## Magalhães-baratenses ilustres
- Ver Biografias de magalhães-baratenses notórios